# Mas de Polo
El Mas de Polo és un mas situat al municipi de Benissanet, a la comarca catalana de la Ribera d'Ebre. Hi ha un pou del qual no beuen les persones, només les bèsties, ja que es diu que durant la Guerra Civil espanyola hi fou llançat un moro viu.